# (17330) 1358 T-2
A (17330) 1358 T-2 a Naprendszer kisbolygóövében található aszteroida. Cornelis Johannes van Houten, Ingrid van Houten-Groeneveld és Tom Gehrels fedezte fel 1973. szeptember 29-én.